# 薄宽口梭螺
薄宽口梭螺（学名：Aperiovula shikamai）为梭螺科宽口梭螺属的动物。分布于日本以及中国大陆的浙江等地。该物种的模式产地在日本远洲滩。